# 教会憲章
『教会憲章』（きょうかいけんしょう、ラテン語：Lumen Gentium）は、カトリック教会の公会議である第2バチカン公会議で決議された文書の一つ。多くの公会議文書の中でもっとも重要なものである憲章はこの『教会憲章』を含めて四つである。本文書は公会議における投票で賛成2151票、反対5票で可決され、教皇パウロ6世の認可を受けて1964年11月21日に公布された。
カトリック教会の公文書のつねとして、『教会憲章』も正文であるラテン語本文冒頭の二語をとって愛称としている。それが「ルーメン・ジェンツィウム」(Lumen Gentium) であり、直訳すると「諸民族の光」である。

## 内容
各セクションの冒頭には見出し番号がふられており、以下のような内容を含んでいる。
- 教会の神秘（1-8）
- 神の民（9-17）
- 教会の位階的構造（18-29）
- 信徒（30-38）
- 教会における聖性への普遍的召命について（39-42）
- 修道者（43-47）
- 旅する教会の終末的性格および天上の教会との一致について（48-51）
- キリストと教会の秘儀との中における神の母、おとめマリアについて（52-69）
  - 導入（52-54）
  - 救いの神秘における聖母マリアの役割（55-59）
  - 聖母マリアと教会（60-65）
  - 聖母マリアへの信心（66-67）
  - 旅する教会の民の希望としての聖母（68-69）

## 成立過程
本文書は保守的な司教たちからは「司教の団体性」を具体化するものとしてうけとめられた。このころ、「司教の団体性」という言葉というのもどうにでもとれるもの、たとえばシノドス（司教会議）が実質的に司教団をまとめる権威を持っている、あるいは公会議が教皇権を超越している、また教皇が何かを裁可する際には司教団の同意が必要である、などといった複数の考え方が混じったものとしてとらえられていた。
公会議の会期中、ある進歩的神学者は書簡を通じて『教会憲章』が司教の団体性を堅持するものとなっていることを説明した。この書簡は教皇パウロ6世に示された。教皇は『教会憲章』をより伝統的なものとして捉えうる補遺を加えるよう命じていた。
『教会憲章』のポイントはいくつかある。まず教会が「神の民」であると宣言したことがあげられる。
すべての時代、すべての民族において、神は正しく生き、神を敬うものを自らのもとへ受け入れていた。しかし、神は一人の人間を単独で聖とし、救うことなく、他のものとのつながりの中で救いを実現した。神はかつて自らの民を選び、選ばれた民は神に仕えた。キリストは自らの血によってこの契約を新たにし、ユダヤ人とすべての人々の中から肉でよってでなく、霊によって自らのもとへと民を招いた。これが新しい神の民である。キリストを信じるすべてのものは、朽ちる種でなく神の生きた言葉による朽ちない種から新しく生まれ変わる。こうして選ばれた民は「選ばれた種族、王の祭司、聖なる国、選ばれたものであり、かつては神の民でなかったが、今は神の民となったものである。」
すべての人がもつ一般的祭司職と、一部の人が持つ位階的祭司職とは、権能だけでなく本質も異なっているがキリストの一つの祭司職に共に与るものである。聖なる権能を持つ位階的祭司は、祭司の民を教え導き、キリストの霊性に与りながら聖体祭儀を行い、神の名の元にすべての人に聖体を与える。一般的祭司職に与る民は聖体祭儀に与り、祈りと感謝のうちに聖なる生活を送り、自己犠牲をとおしてその祭司職を行使する。

このテーマとならんで重要なことは五章の「教会における聖性への普遍的召命について」である。
このようにすべてのキリストを信じる者がその地位や身分に関係なく、地上の生活において自らが実現しうる範囲においてキリスト者としての完全なる聖性と愛徳へ招かれていることは疑いようがない。この聖性に達するため、キリスト者はキリストからあたえられた賜物を生かして自らを強めることが求められる。キリストのようにすべてのことの中に父の意志を見出しながら、キリストの姿にならうことがキリスト者に求められる。それと同時に神の栄光のため、隣人のために自らをささげることによって神の民の聖性は高められ、教会の歴史の中で多くの聖人たちが模範を示したように多くの実を結ぶことになる。
生活における階層とその職務は多様であるが、すべての人に与えられ、神の霊によって動かされる聖性への動きは一つである。神に従うものは父の声を聞き、真理のうちに父なる神を礼拝する。このような人々は貧しく生きたキリストにならい、その栄光にあずかるために自らの十字架を背負う。すべての人はそれぞれに与えられた賜物にしたがってそれぞれの勤めを果たして生きていくことが求められる。
公会議の参加者たちは教会のヒエラルキー構造という伝統に敬意を払いながらも、初代教会における使徒たちとその協力者の関係を想起させる。
キリストによって使徒に託されたこの聖なる使命は、世の終わりまで続く。なぜなら彼らが教える福音はすべての時代において教会生活の源泉となるからである。この理由によって使徒たちはその共同体において指導者をたて、後継者を任命した。これが司教と、その補助者である司祭、助祭制度の起こりである。彼らは神の民に仕えるとともに、それを導き、教師、祭司、牧者としての任を担う。さらにペトロに使徒のかしらとして個人的に与えられた職権がその後継者に引き継がれるように、教会を養うという使徒たちのつとめとしての位階的祭司職も引き継がれている。さらに聖なる公会議は司教が使徒からその聖なる務め、教会の牧者としての務めを受け継いでいること、彼らに聞くものはキリストに聞いており、彼らを受け入れないものはキリストを受け入れないものであることを宣言している。